# 船津神社
船津神社（ふなつじんじゃ）は、愛知県東海市に鎮座する神社である。

## 歴史
この地は、第12代景行天皇の御子日本武尊ご東征の時、伊勢より海を渡られて、ここに御船をおつけになり、なわで船を松の木につながれたことによって、名和と船津の地名が出来たとされる。
社伝には、15代応神天皇の御代（400年）お社を建てられて、船渡大明神の号を賜わり、縄三郷の総氏神であったと伝えられる。61代朱雀天皇天慶2年（939年）勅して、社殿を造営し、四種田（御供田、土器田、油田、番匠田）を賜わり神領となる。
時に平将門が謀反を起したので、藤原忠文征夷大将軍となり、東征の時、当神社に来て、武運と交通無難を祈願した。それより国司、地頭の崇敬が殊に厚く遠近より参り天下泰平、国家安全、五穀豊穣、交通無難を祈願する者が多くなったという。
78代二条天皇平治元年（1159年）野間の住人長田忠致は左馬守源義朝に入浴をすすめ、だまし討ちで殺した。義朝の家来渋谷金王丸は義朝の首を奪い返そうと長田のあとを追って当神社の前を過ぎ橋を渡ろうとしたが、馬がわなないてどうしても進まない。これは船津大神の神威の故であろうと恐れ、ご神前に引き返して、一心に祈願をこめ、銘刀三条小鍛治宗近を奉納すると漸く進むことが出来た。世にこれを下馬代の宝刀といい、その所を今トドメキ橋という。しかしこの銘刀は正親町天皇永禄3年（1560年）今川義元が桶狭間に陣をしいた時、義元に正宗と取りかえられ、これを達磨正宗といい今も保存されている。
南北朝時代の乱戦によって神事が甚だ衰退したので、神主藤原朝臣早川吉定（今の早川宮司家の中興の祖）は大いに力をつくし、101代称光天皇応永25年1月11日（1418年）社殿を悉く改造した。
天正10年9月13日（1582年）三河国刈谷城主水野和泉守忠重は社殿改造費として船津山六町七畝二十七歩を寄進された。
元禄8年6月（1659年）宰相大納言徳川光友卿（尾張藩主二代）当社にご参拝になり、宝刀正宗をご覧になって大いに感じられ自筆の松の画並びに鶉の画の二軸を賜わる。
119代光格天皇天明6年（1786年）大納言徳川宗睦卿（尾張藩主九代）も当社へご参拝になり、正宗の宝刀をたいへんおほめになって、初穂金若干を下された。又池田候より紋付の戸張、幕、提灯を寄進されたという。その他寛政以後も崇敬者が永代祈祷料として多くの田畑を寄進した。
このように古来よりそのご神徳はあまねく崇く昭和19年郷社に列せられた。
＜船津神社御由緒より転載＞

### 伝説
古来の伝説
当社の御前を航海する船はご神威を恐れて常に敬意を表し、白帆を下げて過ぎ、陸では必ず馬を下りて一拝しない者はなし。又甕の宝物があって、氏子一同かめを不浄物に用いない風習がある。これを犯す時は、その家必ず栄えないという言い伝えが今なお残るという。

## 祭神
- 日本武尊
- 建甕槌大神
- 塩土老翁大神

## 由緒
ヤマトタケルが東征の時、伊勢から船でこの地に着岸したと伝わる。

## 船津神社祭り
「猩々（しょうじょう）メッタ」と呼ばれる大きな人形が、バリン（下が割れている大竹）を持って、祭囃子と共に町内を歩き廻る、名和地区の伝統的な祭り。
毎年9月第4日曜日とその前日に、名和町にある「船津神社」を舞台に行われる。
この大人形が持つバリンで頭を触ってもらうことで、「徳」と「福」を授かるとされ、厄払いや厄除けとしても信仰される。

## 所在地
- 愛知県東海市名和町船津一番地

## 交通機関

### 鉄道
- 名鉄常滑線名和駅下車、徒歩11分

### 道路
- 国道302号線岡前交差点を北上

## 周辺施設
- 東海市立名和小学校
- 名和児童館
- 下名和公民館
- 東海名和郵便局